# سیجی شیندو
سیجی شیندو (ژاپنی: 進藤 誠司؛ زادهٔ ۱۲ دسامبر ۱۹۹۲) یک بازیکن فوتبال اهل ژاپن است.
از باشگاه‌هایی که در آن بازی کرده‌است می‌توان به باشگاه فوتبال کاتالر تویاما و باشگاه فوتبال آزول کلارو نومازو اشاره کرد.